# Conferenza ONU sui cambiamenti climatici 2010
La Conferenza delle Nazioni Unite sui Cambiamenti Climatici 2010, conosciuta anche come COP16, si è tenuta a Cancún, in Messico, dal 29 novembre al 10 dicembre 2010. La conferenza è stata la 16ª Convenzione quadro delle Nazioni Unite sui cambiamenti climatici ed è stata comprensiva dei progressi compiuti in seguito al Protocollo di Kyoto (CMP6).

## Pubblicazioni
- (EN) Decisions adopted by the Conference of the Parties (PDF), Cancún, UNFCCC, 15 marzo 2011.